# Dress me Up
Singles de Olivia
Dear Angel
(1999) Dekinai
(2000)
Dress me Up est le 4e single de Olivia sorti sous le label Cutting Edge le 19 avril 2000 au Japon. Il atteint la 36e place du classement de l'Oricon, et reste classé pendant 5 semaines, pour un total de 22 470 exemplaires vendus.
Dress me Up a été utilisé comme campagne publicitaire pour Kanebo Kate. Dress me Up se trouve sur l'album Synchronicity et sur le mini album Internal Bleeding Strawberry.

## Liste des titres
Toutes les paroles sont écrites par Saeki Kenzou.
| 1. | Dress me Up                         | Olivia Lufkin                     | 4:52 |
| 2. | So Beautiful                        | Olivia Lufkin, Korenaga Takumichi | 5:14 |
| 3. | Pass Me The Sugar                   | Olivia Lufkin, Korenaga Takumichi | 4:58 |
| 4. | Dress Me Up (English Version)       | Olivia Lufkin                     | 4:50 |
| 5. | Pass Me the Sugar (English Version) | Olivia Lufkin, Korenaga Takumichi | 4:55 |